# Jean Damas

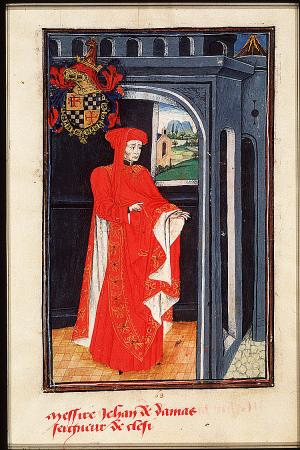
Jean de Damas im Statutenbuch des Ordens (Den Haag, KG, 76 E 10, fol. 72v)

Wappen von Jean Damas

Jean Damas (* nach 1423; † zwischen 5. Oktober und 31. Dezember 1481), Seigneur von Digoine, Clessy und Saint-Amour war ein burgundischer Hofbeamter und Militär. 1468 wurde er in den Orden vom Goldenen Vlies aufgenommen.

## Familie
Jean Damas war der Sohn von Robert Damas, Sire de Digoine et de Clessy, und Catherine de La Guiche (siehe La Guiche (Adelsgeschlecht)). 1464 heiratete er Claudine de Saint-Amour, Witwe von Jean de Toulongeon († 1463, Baron de Sennecey, Sohn von Jean II. de Toulongeon, Neffe von Antoine de Toulongeon und André de Toulongeon, siehe Toulongeon (Adelsgeschlecht)), Tochter von Claude de Saint-Amour und Marguerite de Tournon; das Ehepaar bekam sieben Kinder.

## Leben
Jean Damas war bereits Ratgeber und Kammerherr des Herzogs Philipp von Burgund, als er in dessen Stellvertretung 1443 bei der Taufe Philipp von Savoyens, des späteren Herzogs von Savoyen, den Täufling über das Taufbecken hielt. 1465 wurde er zum Ritter geschlagen, am 20. Januar 1467 zum Gouverneur und Bailli von Mâcon ernannt.
Er wurde auf dem 11. Kapitel des Ordens vom Goldenen Vlies in Brügge am 14. Mai 1468 als Ersatzkandidat gewählt für den Fall, dass Louis de Luxembourg die Mitgliedschaft im Orden erneut ablehnen würde; als dann aber Jacques de Bourbon, der am 14. Mai regulär gewählt worden war, bereits am 22. Mai starb, rückte Jean Damas für ihn nach und wurde am 28. Mai in den Orden aufgenommen. Seinen Platz als Ersatzkandidat für Louis de Luxembourg (und dann auch als Nachrücker, als Louise de Luxembourg ablehnte) nahm der genannte Philipp von Savoyen ein.
1475 sollte er eine burgundische Armee im Tonnerrois kommandieren, wurde aber nach der Niederlage von Montreuillon für die Zeit von August bis September 1475 mit der Verteidigung des Charolais und des Mâconnais gegen Franzosen beauftragt. Im April 1476 entsandte ihn der Herzog in die Provence, um zu verhindern, dass Graf René sich mit dem französischen König Ludwig XI. verbündete und diesem die Provence auslieferte. Jean Damas selbst lief nach dem Tod Karls des Kühnen (1477) zu den Franzosen über und übergab Ludwig XI. das Mâconnais – er behielt danach seinen Titel als Bailli, wurde zum Generalgouverneur des Mâconnais und zum königlichen Kammerherrn ernannt und bekam eine Pension zugesprochen. Als Konsequenz wurde er auf dem Kapitel von 1481 von Erzherzog Maximilian von Österreich aus dem Orden vom Goldenen Vlies ausgeschlossen. Er starb im Herbst des gleichen Jahres, nachdem er am 5. Oktober sein Testament gemacht hatte.